# Antonio María Dorado
Antonio María Dorado González (Riaño-Langreo, 1830 - Sama-Langreo, 1910) fue un político y empresario español, alcalde del municipio asturiano de Langreo durante el periodo de la Restauración.

## Biografía
Antonio María Dorado nació en una familia acomodada, los Dorado, emparentados con el rancio abolengo de la nobleza local de Langreo. En el siglo XIX comenzó a profesionalizarse la actividad minera en el municipio, y Dorado llegó a ser administrador de una de las empresas más destacadas de la zona, Sociedad Carbonera Santa Ana. De ideas conservadoras, monárquico y católico, formó parte del Partido Conservador. 

### Alcaldía
Tras formar parte de varias corporaciones como concejal, ocupó la alcaldía desde enero de 1890 hasta 1901 y de 1903 a 1909, una etapa que coincidió con un gran desarrollo industrial de Langreo impulsado por la empresa minera y siderúrgica Duro Felguera. Estuvo un total de 18 años en el poder aunque los problemas de salud marcaron las últimas etapas. 
Por un lado, Dorado consolidó el poder municipal, reorganizado y modernizado el ayuntamiento en la época de la Restauración. Por otro lado, impulsó el desarrollo social y urbano de Langreo, muy especialmente de la villa de Sama, lugar que quería consolidar como capital del municipio y cabecera de toda la comarca. En este sentido, tuvo no pocos enfrentamientos con los concejales y vecinos de la parroquia vecina de La Felguera, de mayor peso demográfico, pero cuya mejora urbana y social no era prioritaria durante sus mandatos. 
En Sama impulsó la construcción del nuevo edificio consistorial, la nueva iglesia parroquial, se abrieron calles y plazas, se construyó el parque central de la población, se consolidó el mercado semanal, se realiza la traída de aguas a fuentes públicas, se canalizó el rio Nalón para evitar desbordamientos, la construcción del teatro Vital Aza, escuelas, estación de telégrafo, instalaciones sanitarias, etc. Bajo su mandato también se diseñó el primer plan de ordenación urbana para Sama, La Felguera y Ciaño. Aunque nunca llegó a funcionar, se trazaron algunas de las calles más importantes de estas localidades. Gracias a sus contactos con empresarios, banqueros e incluso con políticos como el ministro Alejandro Pidal y Mon, consiguió importantes infraestructuras como la carretera entre Sama y Mieres. 
La calle principal de Sama lleva su nombre, así como el parque de la localidad, donde se encuentra una escultura en su honor.